# Kechnec
Kechnec (in ungherese Kenyhec, in tedesco Oberdeutschdorf o Kechnetz) è un comune della Slovacchia facente parte del distretto di Košice-okolie, nella regione di Košice.

## Amministrazione

### Gemellaggi
- Isaszeg